# Rothentöbele
Rothentöbele (westallgäuerisch: Rotətebələ) ist ein Gemeindeteil der Gemeinde Gestratz im bayerisch-schwäbischen Landkreis Lindau (Bodensee).

## Geographie
Der Weiler liegt circa drei Kilometer nordöstlich des Hauptorts Gestratz und zählt zur Region Westallgäu. Östlich des Orts verläuft die Gemeindegrenze zu Maierhöfen.

## Ortsname
Der Ortsname setzt sich aus dem Wort Rot sowie der Verkleinerungsform von Tobel, Töbele zusammen und bedeutet (Siedlung an der) rötlichen Senke.

## Geschichte
Rothentöbele wurde erstmals im Jahr 1802 mit der Vereinödung urkundlich erwähnt. 1818 wurde ein Wohngebäude im Ort gezählt. Rothentöbele gehörte einst dem Gericht Grünenbach in der Herrschaft Bregenz an.